# 各國多軸飛行器監管情況

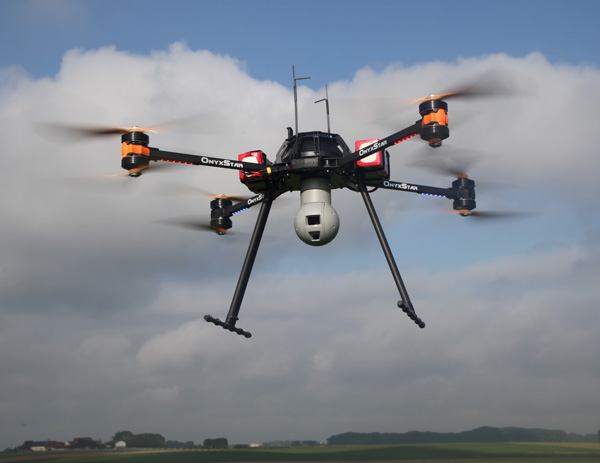
四旋翼無人機

多旋翼飛行器（又称無人機）的发明雖為人类空中探索帶来方便及產業，但也帶来了一些社會及公共安全問題。部分國家亦开始了對無人機的規定及監管。

## 各國監管情況

### 亞洲

#### 日本
日本國土交通省在2015年12月10日實施多旋翼飛行器使用規定。操作超過200克的飞行器，必須于控制者之遙控範圍內操作。禁止于晚上进行飛行，禁止以無人機运送可燃性，爆炸性及毒性危險品，禁止無人機以高空堕物形式交送物品。最高飛行高度为150米，禁止靠近任何人、物或第三方事物的30米範圍，禁止在人口密度每平方公里达4,000人之地区飞行（如大阪府、東京都等地多处地方），需尽量远离機場的安全範圍。此外，日本警方亦会派出配备可轉動巨型繩網的飛行器捕捉违规飞行器。如有違反，最高罚款为50萬日圓。
但如有突發事件（如救援搜索行動、災難現場或車禍現場拍攝）或國家、地方政府部門使用多旋翼飛行器进行拍攝時，不受以上規定约束。

#### 新加坡
新加坡于2016年6月1日實施多旋翼飛行器使用規定。操作重量少于7公斤的無人機，必須于控制者之遙控範圍內操作，飛行前需确认無人機无任何質量问题。允許多旋翼飛行器携带并运送總重量不超过7公斤之物品，物品不得为粘性，懸吊式或容易鬆散的物品，禁止运送可燃性，爆炸性及毒性危險品。多旋翼飛行器飛行期间禁止进行任何物品裝卸。禁止在人员密集地点、救護車及機動車上方飛行。最高可飛行高度为61米，禁止进入機場或軍事管制區的5千米範圍內，禁止进入敏感地區、禁區、崖广地域及航空管制區入面。操作超過7公斤或涉及商業用途的無人機，必須由多旋翼飛行器管理人員或有許可證明的操作人員进行操作。

#### 中国
中國大陸在2015年12月中推出多旋翼飛行器使用規定及范围。操作1.5～7公斤的多旋翼飛行器飞行，必须在操作者之500米半徑範圍內操作，飛行高度不可超過120米。禁止在晚上操作多旋翼飛行器，禁止进入機場或軍事管制區之5千米範圍內，以及敏感區、禁區、崖广地域及航空管制區，禁止在喝酒或吃藥後8小时內操作無人機。禁止在操作多旋翼飛行器期间造成個人生命或財產安全等影響社會秩序行為。
操作超過4公斤的多旋翼飛行器升空前必須安装并开启脈衝電子圍欄。
中國民用航空局于2017年6月1日要求所有超过250克的多旋翼飛行器都必须于其註冊网页进行实名注册，註冊時必須要提供個人姓名、家庭住址、聯繫方式、產品序列號及使用多旋翼飛行器之理由。

##### 香港
在2021年以前，香港法例第448C章《1995年飛航（香港）令》規定，重量少于7公斤的航空器（包括多旋翼飛行器）不需向民航處申请牌照，但操作者需確保不会因魯莽或疏忽操作航空器而危害他人生命或財產安全。不得在機場交通區域或任何機場5公里範圍內操作航空器。不得在任何人士、船隻、車輛或建筑物上空或其方圆50米範圍內飛行，受無人機操作員監控之人或物除外。無人機起飛及降落時不得在任何人士上空或其30米範圍內飛行，無人機操作員或該次操作中在場的人士则例外。如有需要，本處會附加無人機系統飛行安全凈空距離條件。另外，香港個人資料私隱專員公署于2015年3月发布「閉路電視監察及使用航拍機指引」，提醒航拍機（即具有影相功能之多旋翼飛行器）用家需保障他人的私隱。
2021年7月16日，政府正式宣佈《小型無人機令》並刊登憲報，並於七月二十一日提交立法會。運輸及房屋局表示「小型無人機，一般稱為「航拍機」，近年在本地及全球日趨普及。小型無人機用途廣泛，涵蓋休閒、STEM 教育及專業應用，例如工業、搜救、影視製作及表演等。《小型無人機令》是在《民航條例》（第448章）下訂立的附屬法例，提供具前瞻性的規管制度，在保障航空和公眾安全之餘，讓小型無人機隨科技演變和創新，有更大的發展和應用空間。」由2022年12月1日起，《小型無人機令》全面實施。
政府表示在新規管制度下，會按小型無人機的重量和其操作風險水平而有相應的規管要求，包括小型無人機的註冊及標籤、遙控駕駛員的註冊、培訓與考核、設備、操作規定、保險等。一些重量在 250g 或以下的小型無人機亦會受操作規定規管，然而個別較高風險的操作更須事先獲民航處批准。
配合新規管制度，民航處與僱員再培訓局、職業訓練局及香港生產力促進局推行先導計劃，會推出小型無人機培訓綱要和考核準則。首個認證課程於2021年7月中旬推出，協助參與者掌握新的規管要求，並通過飛行計劃、風險評估和緩解措施增強處境意識和安全管理技能
250 gram以下被列為甲一類:沒有限制
250 gram以上被列為甲二類:需要註冊並購買第三方保險(無須考牌，但遙控駕駛員須註冊)
7 kg以上被列為乙類:需要註冊並購買第三方保險,需要考牌。

##### 澳門
根據澳門特區按第62/2016號行政命令發布新的《澳門空中航行規章》，第67條規定，重於250克的航拍機均要貼上擁有人的姓名和電話號碼，航拍機重量亦限於7公斤之內，以及須於日間進行操作。但規章亦限制了航拍機飛行高度不能超過地面以上30米，又不能在聚集100人以上之地點100米範圍內飛行，方無須向民航局申請。
至於規章亦列出多個區域及地點範圍屬限制飛行，如要飛經則必須獲民航局書面許可。當中包括機場等起降地點1公里範圍空域、政府總部、立法會大樓、終審法院、主要官員的官邸、中央駐澳機構、監獄及少年感化院、九澳發電站、自來水公司總部及九澳油庫50米範圍內空域；亦包括預計有大型集會或活動的地方，以及「影響公眾利益的任何其他原因」。。

#### 印度尼西亞
印尼于2015年9月1日实施关于無人機使用範圍的第180号法案。
操作无人机之人士需確保不会因魯莽或疏忽操作航空器而危害其他人或財產之安全，及在指定的大氣電波範圍內運行，多人使用無人機時徐经过当地相关部门的批准。若操作者在操作多旋翼飛行器期间干涉他人之團隊範圍或未經批准下擅自使用多旋翼飛行器的團隊，可罚款四百萬印尼盾及四年監禁。
除非個人或其繼承人以書面形式同意，禁止以商業形式拍摄個人或其繼承人。一旦違反，會被罰最高五百萬印尼盾。根據當地法律，多于2人操作無人機会被视成商業行為。但在非商業用途下拍摄并發佈其他带有人物肖像的相片不会被追究責任。
印尼政府禁止多旋翼飛行器在影響航班升降的淨空範圍、機場、嚴控區域内进行飞行。廢棄或停用機場除外，但操作人员需为民航界职业人员。飛行高度限制为152米，超过152米須向印尼航空部門申请批准。航拍機必須要在操人员之500米半徑視覺範圍內操作，拍摄電影、劇集、短片、航拍繪圖需通過當地政府或認可機構批准并只可在指定範圍內拍摄，禁止用作破壞他人財產之用途。
此外，住宅區的500米半徑範圍內禁止多旋翼飛行器飞行。

#### 印度
印度尚未有完整的飛行器法律，民眾可出售或购买無人機，但禁止在屋頂、住宅或城市范围飞行，仅允许在郊外进行低空飞行。
印度自2014年10月起禁止商业用途使用飛行器，但印度民航局仍未推出规管飛行器的详细法例。。

#### 俄羅斯
俄罗斯要求重量超过250克的航空器一律需進行登記，在飞行前必须向管理部门提交飛行計劃，操作時除操作者外，必须有監察員在場。

### 北美洲

#### 美国
美國聯邦航空管理局組成了25人專案小組讨论多軸飛行器的商業及非商業用途範圍，并获全数接纳。任何在美國領土上空飛行的非娛樂性多軸飛行器操作者均必須持有美國聯邦航空管理局頒發的授權證書。
美國聯邦航空管理局在2015年8月批准商業多軸飛行器可飛行，但高度限制为120呎（37米），飛行時間最長为10分鐘。
2015年12月21日發佈多軸飛行器重量限制。飛行器重量上限为25公斤，重量超過250克的多軸飛行器必須向美國聯邦航空管理局进行注册，註冊時須提供個人姓名、住址同电子邮件地址，有效期为3年，期滿後需续费。無牌飛行最高可罰27500美金；如涉及刑事案件，最高可罰25萬美元及監禁三年。
當地規定，未满13歲驾驶多軸飛行器須由有飛行器飛行授權證書的家長或監護人陪同。禁止于機場或軍事限制區方圓8千米內飛行。
此外，玩具飛行器无需登记，另外，美国境外游客到访美国操作飛行器亦无需进行登记。

### 欧洲

#### 英国
英國民用航空管理局規定從2013年起，操作20公斤以下的無人機飛行，必須在控制者的遙控範圍內操作，飛行高度最高为120米。大城市或人多地方150米半徑範圍內禁止多軸飛行器飛行；禁止在人群或建築50米半徑範圍內飛行。仅可进行非商業飛行。

#### 爱尔兰
愛爾蘭在2012年5月1日實施多軸飛行器使用規定。操作重量少于1公斤的多軸飛行器，必須于操作者之遙控範圍內操作，禁止在機場的方圆5千米、人员密集或活動舉辦地上空、商業區上空（唔理係市區定鄉下、城中村地帶）、軍事管理區及監獄等敏感地域上空、或可能影響航班升降的距离飛行。禁止在任何人、船只、機動車及非多軸飛行器操作者管理之設施的30米距离內飛行；禁止飛行区域之管理者允許除外。另外，多軸飛行器与其操作員水平距离不能超过300米，垂直距离不能超過120米。。
另外，多軸飛行器之操作需遵守以下规定：
- 禁止以多軸飛行器进行任何危及個人生命或財產安全等影響社會秩序的行為[44][42]。
- 操作重量超過1公斤的多軸飛行器需經過愛爾蘭航空管理局的批准[44][42]。
- 操作商業多軸飛行器除了要經過愛爾蘭航空管理局批准，多軸飛行器操作者亦需参加航空訓練班并取得證明[44][42]。
- 未满16歲人士需由拥有無人機飛行授權證書的家長或監護人陪同使用[44][42]。

### 大洋洲

#### 
澳大利亚民航安全局在2013年發佈了多軸飛行器使用規定，多軸飛行器必須在控制者的遙控範圍內操作，不可在任何人的水平方向10米，垂直方向為9米内飞行；不可以靠近人员密集區域；禁止在任何機場的方圓5.5千米範圍內飛行。另外，晚上或陰天、大雨、闪电等天氣不得进行飛行。如飞行位置为空中管制區域，最高可飞行高度为122米。
重量超过2公斤的無人機在正式飛行前，必須要向澳大利亚民航安全局申请牌照才可飛行。

### 非洲

#### 南非
南非航空管理局在2014年4月初發佈多軸飛行器操作之規定：于南非領空无航空牌飛行之多軸飛行器，一律按無牌飛行而處理。南非民航法規定，無牌飛行者若被发现最高可处以50000蘭特及10年監禁。
2015年7月1日，南非航空管理局修改法案，规定多軸飛行器之使用範圍。多軸飛行器之飛行高度不可超過120米；未經航空部門批准，禁止靠近個人或集體、人流密集地区的50米距离內飛行；禁止警察局、监狱、罪案現場、核電站、法院、國家機密地区进行無人機飞行。
民用多軸飛行器禁止在機場附近範圍飛行，亦禁止在公共道路进行著陸之行為。另外，民航局規定禁止在大风或大雨，雷电等惡劣天氣期间进行飛行，但允許于能見度較低或晚上进行飛行。禁止使用多軸飛行器作出任何运输货物、特技表演及組隊飛行。
南非亦有規定刚拿牌照的多軸飛行器操作者，只有一年的有效期，并且记录飛行日数。